# Cedella Marley
Cedella Marley (ur. 23 sierpnia 1967 w Kingston) – jamajska muzyk reggae. Córka Boba i Rity Marleyów. Grała razem z braćmi w zespole Ziggy Marley and the Melody Makers.
Jest dyrektorem generalnym wytwórni płytowej Tuff Gong. Posiada własną linię damskich ubrań o nazwie Catch A Fire, której nazwa nawiązuje do jednej z płyt jej ojca.
Ma troje dzieci.